# 361

## Decese
- 3 noiembrie: Constanțiu al II-lea, împărat roman (n. 317)